# Nováki Gyula
Nováki Gyula (Sopron, 1926. július 6. – 2022. október 7.) magyar régész, régészeti szakíró, a nyíregyházi Jósa András Múzeum, a Soproni Múzeum, és a budapesti Magyar Mezőgazdasági Múzeum korábbi munkatársa.

## Életrajza
Édesapja a Magyar Államvasutak mérnöke volt, akit munkája során többször is áthelyeztek. Kétéves volt, amikor édesapját Szombathelyre helyezték át. Itt végezte el az elemi 4 osztályát és a gimnázium 1-2. osztályát, majd a gimnázium 3. osztályát Zalaegerszegen, a 4-8. osztályt pedig Sopronban végezte el és itt is érettségizett 1945-ben. 1946-ban fél évig a Soproni Vasöntödében segédmunkás, majd 1947 januárja és 1950 között a Pázmány Péter Tudományegyetem Bölcsészeti Karán őskori, népvándorláskori és középkori régészetet hallgatott, 1951 januárjában szerzett muzeológusi diplomát, 1963-ban pedig egyetemi doktori vizsgát tett. 1950. szeptember 20-tól 1951. március 15-ig a nyíregyházi Jósa András Múzeumban, utána 1964 végéig a Soproni Múzeumban, majd 1986 őszéig a Magyar Mezőgazdasági Múzeumban dolgozott mint régész, utóbbi helyről 1986-ban ment nyugdíjba.

## Szakmai pályafutása
Többirányú szakmai munkája során foglalkozott: Sopron és környékének régészetével és helytörténetével, a X-XII. századi vaskohászat régészeti emlékeivel és agrártörténetével (archaeobotanika, régi szántóföldek maradványai, gabonásvermek). Érdeklődését elsősorban azonban mindig az őskori és középkori földvárak foglalkoztatták. A Dunántúl és Észak-Magyarország területén számos földvárban végzett ásatást, ezek eredményeit közel száz cikkben, tanulmányban tette közzé. Több száz várat bejárt, és felkutatott a terepen. Azok egyike volt, akik kidolgozták a földvárak kormeghatározásának sajátos tipológiáját.
Az 1950-es évektől tagja a Magyar Régészeti és Művészettörténeti Társulatnak, 1981-től a Magyar Természetbarátok Egyesületének, 1990-től a Castrum Bene Egyesületnek, és 2006-tól tiszteletbeli tagja a Magyar Régész Szövetségnek is.

## Elismerései
- 2004 Forster Gyula-díj
- 2018 A Magyar Érdemrend lovagkeresztje

## Fontosabb szakmai munkái
- Sopronhorpács, templom feltárása (1957–1958)
- Sopron, vörös sánc feltárása több helyen (1959–1962)
- Nagygörbő-Várhegy, kora bronzkori földvár (Zala megye, 1960)
- Zalaszentiván-Kisfaludi hegy, kora Árpád-kori sánc (Zala megye, 1961)
- Bakonyszentlászló és Bakonyszentkirály határa, őskori és középkori várak (Győr-Moson-Sopron m., 1962–1968)
- Abaújvár, korai magyar sánc (Borsod-Abaúj-Zemplén m., 1974)
- Edelény-Borsod, korai magyar sánc (Borsod-Abaúj-Zemplén m., 1988–1990)
- Tiszaalpár, bronzkori-középkori földvár sánca (Bács-Kiskun m., 1978)
- Bölcske, bronzkori telep (Tolna m., 1965–1967)
- Több mint 400 őskori-középkori vár felmérése

## Tanulmányok, folyóiratcikkek
- Fejér megye őskori földvárai. ArchÉrt 79 (1952) 3–19.
- Zur Frage der sogenannten Brandwälle in Ungarn. ActaArchHung 16 (1964) 99–149.
- A magyarországi földvárkutatás története. RégFüz Ser. II. 12. (1963)
- A magyarországi vaskohászat régészeti emlékei. In: Heckenast G. – Nováki Gy. – Vastagh G. – Zoltay E.: Nováki, Gyula A magyarországi vaskohászat története a korai középkorban, Budapest 1968, 13–76.
- Őskori és középkori várak a bakonyi Kesellő- és Zöröghegyen. VMMK 14 (1979) 75–120.
- Tufába vágott gabonásvermek Északkelet-Magyarországon a törökkortól az újkorig. MMMK (1986-1987) 13–84.
- A középkori Szentmihály falu földvára és szántóföldjei. ZaM 2 (1990) 209–219.
- Középkori várak új felmérése a Mátrában. Mátrai Tanulmányok (1997) 7–19.
- Hatyányi P., Borbála – Nováki, Gyula: Samen und Fruchtfunde in Ungarn von der Neusteinzeit bis zum 18 Jahrhundert. Agrártörténeti Szemle 17 (1975) Supplementum 1–65.
- Nováki Gyula – Sándorfi György: Untersuchung der Struktur und des Ursprungs der Schanzen der frühen ungarishcen Burgen. ActaArchHung 33 (1981) 133–160.
- Nováki Gyula – Sándorfi György: Nógrád megye középkori várai I-II-III. Műemlékvédelem 35 (1991) 258–257., 36 (1992) 52–58, 147–154.
- Dénes József – Nováki Gyula: Őskori várak a Mátrában. Mátrai Tanulmányok (1995) 7–27.
- Sárközy Sebestyén – Nováki Gyula – Sándorfi György: A történeti Abaúj-Torna megye várai (az őskortól a kuruc korig). I. Történelmi Közlemények Abaúj-Torna vármegye és Kassa múltjából úf. 1 (1997) 12–102.
- Nováki Gyula – Tolnai Gergely: Napóleon-kori sáncerődök Ács és Nagyigmánd térségében. Castrum 12 (2010 /2) 71–102.

## Publikációk
- Nováki Gyula – Sándorfi György – Miklós Zsuzsa: A Börzsöny hegység őskori és középkori várai (FontArchHung, 1979)
- Nováki Gyula – Sándorfi György: A történeti Borsod megye várai az őskortól a kuruc korig (Budapest–Miskolc, 1992)
- Magyar Kálmán – Nováki Gyula: Somogy megye várai a középkortól a kuruc korig (Kaposvár 2005)
- Nováki Gyula – Sárközy Sebestyén – Feld István: Borsod-Abaúj-Zemplén megye várai az őskortól a kuruc korig (Budapest–Miskolc, 2007)
- Nováki Gyula–Baráz Csaba–Dénes József–Feld István–Sárközy Sebestyén: Heves megye várai az őskortól a kuruc korig (Budapest–Eger, 2009)
- Sárközy Sebestyén–Terei György–Nováki Gyula–Mráv Zsolt–Feld István: Fejér megye várai az őskortól a kuruc korig; Castrum Bene Egyesület–Civertan Bt., Budapest, 2011 (Magyarország várainak topográfiája, 3.)
- Nováki Gyula, Feld István, Guba Szilvia, Mordovin Maxim, Sárközy Sebestyén: Nógrád megye várai az őskortól a kuruc korig. Magyarország várainak topográfiája, 4. Castrum Bene Egyesület ; Civertan Bt., Budapest, 2017